# Barbara Weigand
Barbara Weigand von Schippach (ur. 10 grudnia w 1845 w Schippach, Elsenfeld, zm. 1943) – niemiecka wizjonerka i mistyczka, tercjarka franciszkańska (OFS), założycielka Eucharystycznego Przymierza Miłości, służebnica Boża Kościoła katolickiego.
Urodziła się w 1845 roku w bardzo religijnej rodzinie we wsi Schippach w elsenfeldzkiej parafii. Była mistyczką; objawiała się jej Matka Boża i Michał Archanioł. Założyła zgromadzenie Eucharystycznego Przymierza Miłości. Swoją biografię i mistyczne przeżycia zapisała w dzienniku w 1896 roku na polecenie swojego biskupa Paula Leopolda Haffnera (zm. 1899 w Moguncji). Jej objawienia maryjne zostały uznane za prawdziwe.
Zmarła mając 98 lat w opinii świętości.
Jej proces beatyfikacyjny rozpoczął się w 1975 roku.